# Russell Peters
Russell Dominic Peters (Toronto, 29 settembre 1970) è un comico e attore canadese di origini indiane.

## Biografia

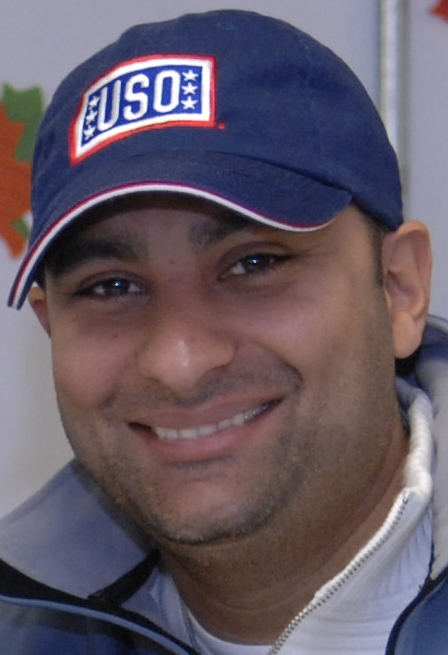
Russel Peters nel 2007

Nato a Toronto, Ontario da Eric e Maureen Peters, è cresciuto a Brampton. È tra gli ultimi discendenti di Anglo-Indiani. Suo padre nacque a Mumbai, India, lavorando poi come Ispettore Federale per le Carni e sua madre, invece, nacque a Calcutta, India. Ha un fratello maggiore, Clayton, anch'egli nato a Calcutta.
Ha frequentato la Vanier Catholic Elementary School, dall'asilo sino agli 8 anni, mentre la North Peel Secondary School lo accolse dai nove ai dodici anni, a Brampton.
Nel 1999 è stato insignito del titolo di duca di Plazatoros dal sovrano del Regno di Redonda.

## Carriera
Peters iniziò la sua carriera a Toronto, Ontario nel 1989. Da allora recitò nel Regno Unito, Australia, Cina, Hong Kong, Singapore, Danimarca, Sudafrica, i Caraibi, Vietnam, Nuova Zelanda, Filippine, Sri Lanka, Svezia, India, Emirati Arabi Uniti, Bahrain, Giordania, Libano e negli Stati Uniti.
I suoi sketch riguardano per lo più gli stereotipi culturali sulle diverse etnie canadesi e non solo, e mettono in evidenza il suo talento nell'imitare le sonorità di diverse lingue e accenti locali.

## Film
Peters è comparso in alcuni film: recentemente in "Senior Skip Day" , assieme a validi attori quali Larry Miller, Tara Reid e Gary Lundy. Inoltre, Peter è apparso come comparsa nel film del 1994 Boozecan, come amico di Snake; appare nel film del 1999 Tiger Claws III come il Detective Elliott; nello stesso anno appare nel film Analyze This; appare nel film del 2004 My Baby's Daddy come l'ostetrico; appare nel film del 2006 Quarter Life Crisis interpretando Dilip Kumar; appare nel film del 2007 The Take istrionando il Dr. Sharma e, infine, appare nel film del 2008 Senior Skip Day come Uncle Todd.
Interpreterà altri due ruoli in due diversi film.

## Popolarità
La popolarità di Peter si estese in numerosi Stati. In Canada, Peter fu il primo ad esaurire tutti i posti dell'Air Canada Center, con oltre quindicimila biglietti venduti in due giorni per una singola rappresentazione. Si terminò col venderne oltre trentamila.
Nelle sei città in cui si esibì, si vendettero complessivamente sessantamila biglietti.

## Riconoscimenti
- 1997 – Nominato per il Gemini Award nella "Migliore Esibizione Individuale in un Programma Commediale o di Serie". Fu encomiato lo spettacolo Show Me The Funny, dalla serie tv Comics!
- 2004 – Nominato per il Gemini Award, grazie al suo special televisivo "Comodey Now!"
- 2008 – Nominato per il Gemini Award per aver ospitato i "Junos"
- 2008 – Vincitore di un Gemini Award per 'Miglior Best Performance or Host in a Variety Program or Series'.

## Filmografia

### Cinema
- Russell Peters: Red, White and Brown (2008)
- Senior Skip Day/High School's Day Off (2008)
- Source Code, regia di Duncan Jones (2011)
- Girl in Progress, regia di Patricia Riggen (2012)
- The Clapper, regia di Dito Montiel (2017)
- Clifford - Il grande cane rosso (Clifford the Big Red Dog), regia di Walt Becker (2021)

### Televisione
- The 4th Annual Canadian Comedy Awards (2003) - Lui stesso
- The 5th Annual Canadian Comedy Awards (2004) - Nominee (Male Stand-up)
- "Pulse: The Desi Beat" - Episode #1.9 (2007) TV episode - Lui stesso
- "Comics Unleashed" - Episode #1.6 (2006) TV episode- Lui stesso
- "Video on Trial" - Episode #3.3 (2007) TV episode - Lui stesso
- Comics Without Borders (2008)
- "The Late Late Show with Craig Ferguson" - Lui stesso (2009)
- "The 9th Annual Canadian Comedy Awards" (2008)- Lui stesso (Vincitore - Migliore sede 2008)
- "CBC News: The Hour" .... Himself - Episodio datato 18 settembre 2008 (2008) TV- Lui stesso
- "The Tonight Show with Jay Leno" - Lui stesso - Episodio datato 15 febbraio 2008 (2008)
- "Def Comedy Jam" - Episode #8.4 (2008) TV episode - Lui stesso
- The indian detective, miniserie TV (2017)

### Doppiatore
- Il libro della giungla (The Jungle Book), regia di Jon Favreau (2016)

### Iniziative
- Heckler (2007)
- Let's All Hate Toronto (2007)

## Doppiatori italiani
Nelle versioni in italiano delle opere in cui ha recitato, Russell Peters è stato doppiato da:
- Franco Mannella in Source Code
- Sandro Acerbo in Clifford - Il grande cane rosso

Da doppiatore è sostituito da:
- Alessandro Ballico ne Il libro della giungla